# جيمي دونيلي
جيمي دونيلي (بالإنجليزية: Jamie Donnelly)‏ هي ممثلة أمريكية، ولدت في 1947 بمقاطعة بيرغن في الولايات المتحدة.

## أعمال

### أفلام
- (1978) غريس[4]
- (2015) القداس الأسود[5][6]

## وصلات خارجية
- جيمي دونيلي على موقع IMDb (الإنجليزية)
- جيمي دونيلي على موقع ألو سيني (الفرنسية)
- جيمي دونيلي على موقع ميوزك برينز (الإنجليزية)
- جيمي دونيلي على موقع أول موفي (الإنجليزية)
- جيمي دونيلي على موقع قاعدة بيانات برودواي على الإنترنت (الإنجليزية)
- جيمي دونيلي على موقع قاعدة بيانات الأفلام السويدية (السويدية)
- جيمي دونيلي على موقع ديسكوغز (الإنجليزية)
- جيمي دونيلي على موقع قاعدة بيانات الفيلم (الإنجليزية)
- جيمي دونيلي على موقع كينوبويسك (الروسية)